# Mateo Jareño de la Parra
Mateo Jareño de la Parra (*Villarrobledo, - † Madrid, 4 de junio de 1699) fue catedrático de Medicina en la Universidad de Salamanca y médico de Cámara de Carlos II de España. También llamado Mateo de la Parra, en ocasiones se le ha confundido con el médico homónimo de la Reina Isabel la Católica.

## Biografía
Hijo de don Mateo Jareño y doña María de la Parra, primero estudió Teología, llegando a ser nombrado catedrático de la Universidad de Salamanca en 1665. Sólo un año después, el 5 de marzo de 1666, obtenía la licenciatura en Medicina y el doctorado, en dicha disciplina, el 6 de junio. Hacia 1676 obtuvo la cátedra de Pronósticos, el 23 de mayo de 1678 la de Vísperas y el 18 de febrero de 1684 la de Prima
Hombre de notable erudición, llegó a atesorar una gran biblioteca científica. Su destreza en la práctica clínica y su saber médico le hicieron alcanzar una enorme reputación en Salamanca que llegó a oídos de un Rey, como Carlos II de España, famoso por su extremadamente delicada salud. Por tal motivo, el 10 de febrero de 1694, abandonó la docencia al ser nombrado Médico de la Real Cámara. Es indudable que, con semejante paciente, no le faltaran motivos para poner en práctica sus saberes. Cuando el joven Rey tenía veinte años, su figura y deplorable estado llegarían a impresionar al Nuncio del Papa:

El rey es más bien bajo que alto, no mal formado, feo de rostro; tiene el cuello largo, la cara larga y como encorvada hacia arriba; el labio inferior típico de los Austria; ojos no muy grandes, de color azul turquesa y cutis fino y delicado. El cabello es rubio y largo, y lo lleva peinado para atrás, de modo que las orejas quedan al descubierto. No puede enderezar su cuerpo sino cuando camina, a menos de arrimarse a una pared, una mesa u otra cosa. Su cuerpo es tan débil como su mente. De vez en cuando da señales de inteligencia, de memoria y de cierta vivacidad, pero no ahora; por lo común tiene un aspecto lento e indiferente, torpe e indolente, pareciendo estupefacto. Se puede hacer con él lo que se desee, pues carece de voluntad propia.

En un informe forense realizado por la UCM a partir de los restos mortales del monarca, se ha averiguado que padeció Síndrome de Klinefelter con posible mosaicismo, una anomalía cromosómica que le causó esterilidad, debilidad muscular y un deficiente desarrollo mental. Este defecto genético se debió probablemente a la política matrimonial de los Austrias.
Se puede afirmar que los resultados obtenidos por el equipo del que formaba parte Mateo Jareño de la Parra fueron extraordinarios, aún con los escasos medios de los que se disponía por entonces, ya que lograron alargar casi cuatro décadas la vida de un monarca que estuvo desahuciado desde el mismo día en que nació. Incluso no deja de ser paradójico el hecho de que el monarca los sobreviviera a todos, puesto que, en 1699, fallecieron Pedro Garzón de Astorga (abril), el propio Mateo Jareño (junio), Antonio de Azcárraga (julio) y Cristóbal de Contreras (agosto), mientras que el Rey falleció el 1 de noviembre de 1700.

## Obras
La Biblioteca de la Universidad de Salamanca conserva diversos manuscritos suyos:
- De difficultate respirationis et precipue de asmatis (1670)
- Commentaria in libro 11 Methodi medendi Galeni: de curatione tertiana (1677)
- De hemitryteo seu semitertiana
- Commentaria in libros Galeni 'De crisibus et diebus decretoriis'